# María Luisa Pavlovsky
María Luisa Pavlovsky fue una escritora argentina del siglo XX.

## Biografía
María Luisa Pavlovsky nació en la ciudad de Mendoza, Argentina, en 1897, hija del ingeniero ruso Aaron Pavlovsky y de María Luisa Molina, descendiente de los exgobernadores Luis y Pedro Molina.

## Trayectoria
Fue una escritora que frecuentó diversos círculos intelectuales de Mendoza, Buenos Aires y del país, siendo amiga de Edmundo de Amicis y Jorge Luis Borges.

## Vida personal
Se casó con el médico Antonio Julián Ballvé con quien tuvo tres hijas, Julieta Ballvé (1920-1994), quien llegaría a ser una reconocida productora teatral, Maria Luisa Ballvé (1922-1996) y Clemencia Ballvé de Herz (1924-1989).
A la muerte de su padre en 1918 se convirtió en heredera y administradora de sus cuantiosos bienes, que incluían una gran bodega ("La Purísima"), extensos viñedos y numerosas propiedades.

## Divorcio y suicidio
Divorciada de su marido, se volvió a casar con el suizo Walter Lattmann con quien tuvo una hija, Maia Irena Lattmann. La muerte de su hija en 1946 a causa de la fiebre reumática la sumió en la depresión y sumado a otros dramas familiares en 1947 María Luisa Pavlovsky se suicidó tomando estricnina.